# Коломенка (приток Москвы)
Коло́менка — река в Московской области России, правый приток Москвы.
Длина — 51 км, площадь водосбора — 389 км². Ширина Коломенки различна: местами не превышает 4—6 метров, а местами достигает нескольких десятков метров. Устье реки находится в 7 км по правому берегу реки Москвы.
Коломенка — узкая извилистая речка, течёт в основном по безлесной местности (небольшие леса есть в верхнем и среднем течении). Бассейн реки характеризуется пологоувалистым рельефом.
Исток реки находится около деревни Оглоблино Ступинского района Московской области. В черте города Коломны Коломенка впадает в реку Москву. В устье расположен Коломенский кремль, построен Конькобежный центр «Коломна».
Уровень воды в черте города Коломна регулируется плотиной.
Притоки: Санкина, Каменка, Бешенка (левые), Азаровка, Гнилуша, Вилейка, Репинка (правые).

## Населённые пункты
- На левом берегу: Госконюшня, Чиликино, Лёдово, Шереметьево, Заречный, Новосёлки, Дубенки, Андреевское, Лысцево; районы Коломны: Городище и Запруды.
- На правом берегу: Орешково, Бардино, Боково-Акулово, Туменское, Грайвороны, Малое Уварово, Гололобово, Ильинское, Лукерьино, Лысцево; районы Коломны: Подлипки и Старая Коломна.

## Данные водного реестра
По данным государственного водного реестра России относится к Окскому бассейновому округу. Речной бассейн — Ока, речной подбассейн — бассейны притоков Оки до впадения Мокши, водохозяйственный участок — Москва от водомерного поста в деревне Заозерье до города Коломны.